# Статуя Хуршидбану Натаван (Ватерлоо)
Статуя Хуршидбану Натаван азербайджанской поэтессы XIX века, дочери последнего хана Карабаха Мехдигулу хана Джаваншира, была установленная в 2016 году в Центральном Парке Ватерлоо, Бельгия.

## История
Церемония открытия памятника азербайджанской поэтессе Хуршидбану Натаван состоялась 18 февраля 2016 г. в Ватерлоо, Бельгия. На данном мероприятии также приняли участие Чрезвычайный и Полномочный Посол Азербайджана в Королевстве Бельгия Фуад Искендеров и Мэр Ватерлоо Флоран Роттер. На постаменте статуи написано: «Хуршидбану Натаван, современная просветительница и поэтесса Востока, принцесса Карабаха, Азербайджан». Статуя была создана скульптором Имраном Мехтиевым под руководством Народного Художника Азербайджана Таиром Салаховым.
Богато одетая фигура Хуршидбану Натаван, выполненная в сидячем положении, отличается пластичным решением и тонкостью конструкции. В этой бронзовой статуе автор создал лирико-психологический, запоминающийся образ поэтессы, пользующейся большим почтением в народе. Задумчивое и грустное появление Натаван в работе воспринимается как художественный знак того, что её жизнь была противоречивой и тягостной.

## Вандализм
В марте 2020 г. был зарегистрирован акт вандализма в отношении статуи Хуршидбану Натаван. Надпись на памятнике «Хуршидбану Натаван, современная просветительница и поэтесса Востока, принцесса Карабаха, Азербайджан» была сорвана, а статуя была забрызгана краской. После этого инцидента, полицией Ватерлоо, было возбуждено уголовное дело.